# Mariya Tolkachova
Mariya Yúrievna Tolkachova –en ruso, Мария Юрьевна Толкачёва– (Zhukovski, 8 de agosto de 1997) es una deportista rusa que compite en gimnasia rítmica, en la modalidad de conjuntos.
Participó en los Juegos Olímpicos de Río de Janeiro 2016, obteniendo una medalla de oro en la prueba por conjuntos (junto con Vera Biriukova, Anastasiya Blizniuk, Anastasiya Maximova y Anastasiya Tatareva).
Ganó quince medallas de  en el Campeonato Mundial de Gimnasia Rítmica entre los años 2014 y 2021, y seis medallas en el Campeonato Europeo de Gimnasia Rítmica entre los años 2014 y 2018.

## Palmarés internacional
| Juegos Olímpicos   | Juegos Olímpicos        | Juegos Olímpicos  | Juegos Olímpicos                        |
| Año                | Lugar                   | Medalla           | Prueba                                  |
| ------------------ | ----------------------- | ----------------- | --------------------------------------- |
| 2016               | Río de Janeiro (Brasil) | Medalla de oro    | Conjuntos                               |
| Campeonato Mundial |                         |                   |                                         |
| Año                | Lugar                   | Medalla           | Prueba                                  |
| 2014               | Esmirna (Turquía)       | Medalla de oro    | 3 con pelota + 2 con cinta              |
| 2015               | Stuttgart (Alemania)    | Medalla de oro    | Concurso completo                       |
| 2015               | Stuttgart (Alemania)    | Medalla de oro    | Conjuntos – 3 con mazas + 2 con aro     |
| 2015               | Stuttgart (Alemania)    | Medalla de plata  | 5 con cinta                             |
| 2017               | Pésaro (Italia)         | Medalla de oro    | Concurso completo                       |
| 2017               | Pésaro (Italia)         | Medalla de oro    | 3 con pelota + 2 con cuerda             |
| 2017               | Pésaro (Italia)         | Medalla de plata  | 5 con aro                               |
| 2018               | Sofía (Bulgaria)        | Medalla de oro    | Concurso completo                       |
| 2018               | Sofía (Bulgaria)        | Medalla de plata  | Conjuntos – 3 con pelota + 2 con cuerda |
| 2019               | Bakú (Azerbaiyán)       | Medalla de oro    | Concurso completo                       |
| 2019               | Bakú (Azerbaiyán)       | Medalla de oro    | 3 con aro + 2 con mazas                 |
| 2019               | Bakú (Azerbaiyán)       | Medalla de bronce | 5 con pelota                            |
| 2021               | Kitakyushu (Japón)      | Medalla de oro    | Concurso completo                       |
| 2021               | Kitakyushu (Japón)      | Medalla de oro    | 5 con pelota                            |
| 2021               | Kitakyushu (Japón)      | Medalla de plata  | 3 con aro + 2 con mazas                 |
| Campeonato Europeo |                         |                   |                                         |
| Año                | Lugar                   | Medalla           | Prueba                                  |
| 2014               | Bakú (Azerbaiyán)       | Medalla de oro    | Concurso completo                       |
| 2014               | Bakú (Azerbaiyán)       | Medalla de oro    | 3 con pelota + 2 con cinta              |
| 2014               | Bakú (Azerbaiyán)       | Medalla de plata  | 5 con mazas                             |
| 2016               | Jolón (Israel)          | Medalla de oro    | Concurso completo                       |
| 2018               | Guadalajara (España)    | Medalla de oro    | Concurso completo                       |
| 2018               | Guadalajara (España)    | Medalla de bronce | 5 con aro                               |